# Zlata Gašperšič Ognjanović
Zlata Gašperšič Ognjanović, slovenska sopranistka, * 17. marec 1931, Kropa.
Petje je študirala najprej na Srednji glasbeni šoli v Ljubljani, študij pa je nadaljevala na Akademiji za glasbo v Ljubljani, kjer je diplomirala leta 1980.
V ljubljanski Operi je prvič nastopila že leta 1953, ko je nastopila v stranski vlogi Siebel v Gunodovi operi Faust. V letih 1954−84 je bila tam solistka.
Leta 1958 se je udeležila pevskega tekmovanja v Toulousu, ker je osvojila srebrno medaljo.
V svoji pevski karieri je nastopila na več kot 1000 opernih predstavah v 65 vlogah in prek 1000 koncertih. Njena kreacija Tatjaninega prizora s pismom iz opere Jevgenij Onjegin je v svetovnem merilu ena najboljših izvedb te opere. Gostovala je tudi v Avstriji, na Češkem, v Italiji, Nemčiji, Kanadi, Sovjetski zvezi in Švici.
Poročena je bila z opernim pevcem Dragišo Ognjanovićem.
Zlata Gašperšič Ognjanović je leta 1957 odpela soundtrack Ne čakaj na maj iz istoimenskega filma.

## Nagrade
- Župančičeva nagrada - za vlogo Judite v Bartokovem Gradu vojvode Sinjebradca (1980)